# Пшихова
Пшихова (пол. Przychowa, нім. Preichau) — село в Польщі, у гміні Шцинава Любінського повіту Нижньосілезького воєводства. Населення — 158 осіб (2011).

## Історія
У 1947 році під операції «Вісла» у селі було поселено декілька українських родин, виселених зі Закерзоння, зокрема 5 українських родин з колонії Ситита на Підляшші та дві з Лемківщини. Як згадував один з переселених українців, тоді у селі здебільшого жили поляки-репатріянти зі Сходу, які розмовляли українською мовою.
У 1975-1998 роках село належало до Легницького воєводства.

## Населенян
Демографічна структура станом на 31 березня 2011 року:
|          | Загалом | Допрацездатний вік | Працездатний вік | Постпрацездатний вік |
| -------- | ------- | ------------------ | ---------------- | -------------------- |
| Чоловіки | 73      | 13                 | 55               | 5                    |
| Жінки    | 85      | 17                 | 49               | 19                   |
| Разом    | 158     | 30                 | 104              | 24                   |